# Graue Gespenster

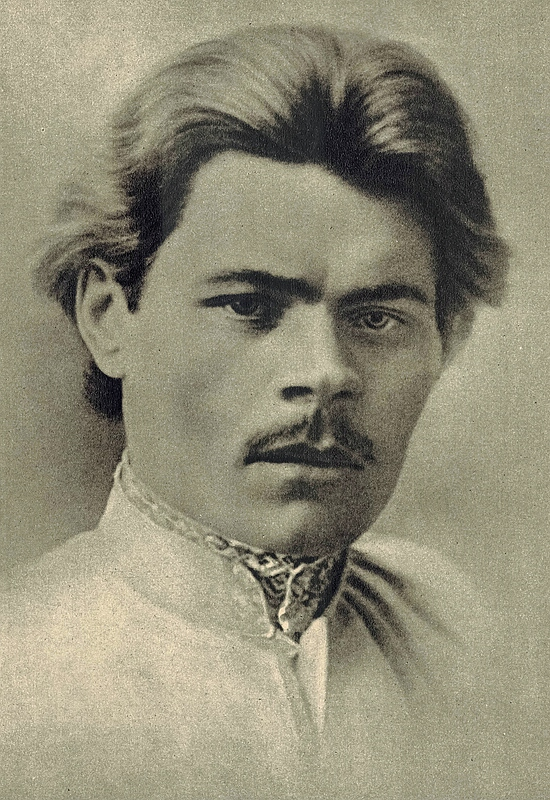
Gorki anno 1889

Graue Gespenster (russisch Страсти-мордасти) ist eine Erzählung des russischen Schriftstellers Maxim Gorki aus dem Jahr 1913, die im Januarheft 1917 der Zeitschrift Letopis mit geringfügigen „Korrekturen“ des Zensors vorabgedruckt wurde und im selben Jahr in der Sammlung Jeralasch und andere Erzählungen erschien.

## Inhalt
Die 27-jährige Wergzupferin Maschka Frolicha, eine Frau mit entstelltem Gesicht, singt ihren elfjährigen Sohn Ljonka, dem die Beine gelähmt sind, in den Schlaf:
Ihr kommt, graue Gespenster!
Ach, das Unheil starrt durchs Fenster;
Und das Unheil bringt die Schmerzen,
Es zerreißt unsere Herzen!
Ach, mein Kind, ach, mein Kind,
Wo versteck ich dich geschwind?
Ljonka ist Halbwaise. Maschka war bei Ljonkas Vater, einem älteren Notar, als Stubenmädchen angestellt gewesen.
Der Ich-Erzähler, ein 20-jähriger Kwas-Verkäufer, bugsiert des Nachts – tags zuvor war über der Stadt ein schweres Sommergewitter niedergegangen – die volltrunkene Maschka nach Hause und bringt sie zu Bett. Er bemerkt: „Ljonkas Behausung erinnerte an eine Abfallgrube; ohne Erbarmen beleidigte jede Handbreit dieses Lochs das Auge mit der unüberbietbaren Häßlichkeit des Elends.“ Als der Erzähler sich von Ljonka, der seiner verstümmelten Beine wegen in einer Kiste vegetiert, verabschieden will, versteht der Junge das Verhalten des Ankömmlings nicht. Andere Männer legen sich in vergleichbarer Situation gewöhnlich zu seiner Mutter.
Der Erzähler kommt mit Ljonka ins Gespräch. Ljonka hält Ungeziefer in Schachteln und hat den Tierchen Namen gegeben – die Spinne Trommler, die Küchenschabe Anissim und die Fliege Beamtenfrau. Leider hat er keine Schmetterlinge.
Der Erzähler verspricht einen Besuch am morgigen Abend. Dann „wird sie schon wieder betrunken sein“, bedauert der Junge. Der Erzähler hält sein Versprechen und bringt kleine Geschenke für Ljonka mit. Der beschenkte Junge hält den Kwas-Verkäufer nun für einen Reichen. Seine Mutter soll ihn heiraten. 
Zudem ist Ljonkas Herzenswunsch, ehe er stirbt, soll ihn die Mutter in einem Wägelchen aus der Stadt hinaus aufs Feld fahren. Das Draußen, das vor den Häusern liegt, möchte er einmal sehen. Da die Mutter diesen Spaziergang immerzu hinausschiebt, möchte Ljonka wenigstens einen Blick durchs die schmutzstarrende Fensterscheibe werfen. Doch Maschka putzt nicht gern Fenster. Ljonka erzählt dem Besucher kurze Bildfolgen aus seinen Angstträumen.

## Deutschsprachige Ausgaben
Verwendete Ausgabe
- Graue Gespenster. Deutsch von Georg Schwarz. S. 359–378 in: Maxim Gorki: Erzählungen. Mit einem Vorwort von Edel Mirowa-Florin. Bd. 1 aus: Eva Kosing und Edel Mirowa-Florin (Hrsg.): Maxim Gorki: Werke in vier Bänden. Aufbau-Verlag, Berlin 1977.